# Eric Young (Radsportler)
Eric Young (* 26. Februar 1989 in Boulder) ist ein ehemaliger US-amerikanischer Radrennfahrer.
Young wurde auf der Straße 2011 und 2013 US-Meister im Kriteriumsrennen. International wurde er mehrfach Etappensieger bei nordamerikanischen Straßenrennen, gewann aber auch 2013 zwei Etappen der Tour de Korea, 2016 den Prolog der Istrian Spring Trophy und 2020 drei Etappen und die Punktewertung der Tour de Taiwan.
Auf der Bahn wurde Young 2017 wurde Panamerikameister im Punktefahren und 2018 mit dem US-Team in der Mannschaftsverfolgung. In der Mannschaftsverfolgung gewann er 2017 und 2019 außerdem die Silbermedaille. Im Jahr 2019 wurde er US-Meister im Scratch.

## Erfolge

### Straße
2011
- US-amerikanischer Meister – Kriterium

2012
- eine Etappe Tour of the Gila

2013
- zwei Etappen Tour de Korea
- US-amerikanischer Meister – Kriterium

2014
- eine Etappe Vuelta Mexico
- zwei Etappen Grand Prix Cycliste de Saguenay
- eine Etappe Tour of Utah

2015
- eine Etappe Tour of the Gila
- eine Etappe Tour of Utah

2016
- Prolog Istrian Spring Trophy
- eine Etappe Grand Prix Cycliste de Saguenay

2017
- eine Etappe Joe Martin Stage Race
- zwei Etappen Tour of the Gila

2019
- eine Etappe Tour of the Gila

2020
- drei Etappen und Punktewertung Tour de Taiwan

### Bahn
2017
- Panamerikameister – Punktefahren
- Panamerikameisterschaft – Mannschaftsverfolgung (mit Daniel Summerhill, Logan Owen und Adrian Hegyvary)

2018
- Panamerikameister – Mannschaftsverfolgung (mit Ashton Lambie, Gavin Hoover und Colby Lange)

2019
- US-amerikanischer Meister – Scratch
- Panamerikameisterschaft – Mannschaftsverfolgung (mit John Croom, Ashton Lambie und Daniel Holloway)